# Шаварі
Шаварі́ —  село в Україні, в Яворівському районі Львівської області. Населення становить 187 осіб. Орган місцевого самоврядування - Яворівська міська рада.